# Горкинский сельсовет (Татарская АССР)
Горкинский сельсовет — административно-территориальная единица в Казанской губернии и Татарской АССР. 
Административный центр — Горки.
Образован в 1918 году в составе Воскресенской волости Казанского уезда той же губернии (с 1920 года в составе той же волости Арского кантона Татарской АССР). В 1923 году присоединён упразднённый Бутырский сельсовет. При частичном районировании Татарской АССР в 1927 году сельсовет, как и вся волость, вошёл в состав Казанского района.
В январе 1932 года при укрупнении сельсоветов в Казанском районе к сельсовету присоединены населённые пункты Аметьевского сельсовета.
В 1933 году селения Аметьево, Бутырки, 1 Мая включаются в состав Казани, оставшиеся селения Горкинского сельсовета вошли в состав Борисковского сельсовета.
Население сельсовета составляло 757 чел. в 1920 году, 888 чел. в 1922 году, 1108 чел. в 1927 году.

### Комментарии
1. ↑  Примечание источника: Населённые пункты, имеющие менее 50 жителей, указаны не все
2. ↑  Примечание источника: Очень мелкие населённые пункты (кордоны, сторожки, и.т.д.) не включены